# مكتب الأمم المتحدة لتنسيق الشؤون الإنسانية
مكتب الأمم المتحدة لتنسيق الشؤون الإنسانية (بالإنجليزية: United Nations Office for the Coordination of Humanitarian Affairs) وتعرف اختصارا OCHA هو مكتب تابع للأمم المتحدة تشكل في 19 ديسمبر 1991 بموجب قرار الجمعية العامة 46/182. ويهدف القرار إلى تعزيز استجابة الأمم المتحدة لحالات الطوارئ المعقدة والكوارث الطبيعية من خلال إنشاء إدارة الشؤون الإنسانية (DHA)، والاستعاضة عن مكتب منسق الأمم المتحدة للإغاثة في حالات الكوارث، الذي شكل في عام 1972. في عام 1998، ويرجع ذلك إلى إعادة تنظيم، اندمجت في إدارة الشؤون الإنسانية OCHA، وصمم ليكون نقطة محورية للأمم المتحدة بشأن الكوارث الكبرى. تم توسيع ولايتها لتشمل أيضا تنسيق الاستجابة الإنسانية، وضع السياسات والمناصرة الإنسانية. وهو يجلس المراقب لمجموعة الأمم المتحدة الإنمائية.
مكتب تنسيق الشؤون الإنسانية وبالتالي هيئة مشتركة بين الوكالات، التي تخدم وكالات الأمم المتحدة والمنظمات غير الحكومية في المجال الإنساني. المنتج الرئيسي هو عملية النداءات الموحدة، وهو الدعوة وأداة للتخطيط لتقديم المساعدة الإنسانية معا في حالة طوارئ معينة.

## الأهداف
يهدف مكتب تنسيق الشؤون الإنسانية إلى تعزيز الجاهزية والوقاية، وتسهيل الحلول المستدامة، والدفاع عن حقوق الناس المحتاجين وحشد وتنسيق العمل الإنساني الفعال من أجل تخفيف المعاناة الإنسانية في حالات الكوارث والطوارئ.

## الموظفون والمكاتب القُطرية

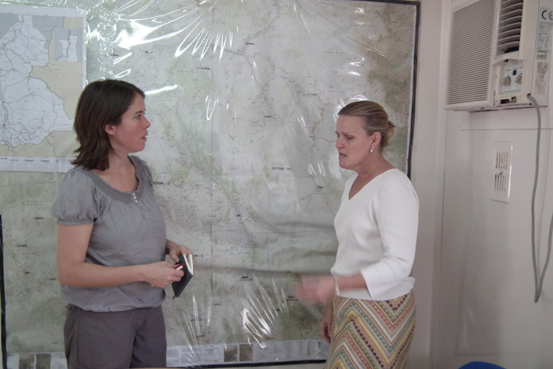
كريستين بوخهولز ووليز غراندي (مكتب الأمم المتحدة لتنسيق الشؤون الإنسانية) في جوبا، جنوب السودان

يرأس وكيل الأمين العام للشؤون الإنسانية ومنسق الإغاثة في حالات الطوارئ مارك لوكوك منذ مايو 2017 منصب رئيس مكتب الأمم المتحدة لتنسيق الشؤون الإنسانية. يقع المقر الرئيسي للمكتب في موقعين هما نيويورك وجنيف، بالإضافة إلى 5 مكاتب إقليمية و 32 مكتبًا قُطريًا و 20 فريقًا من المستشارين الإنسانيين.

### العاملون
اعتبارًا من يونيو 2016، كان لدى مكتب تنسيق الشؤون الإنسانية 2,300 موظف منتشرون في جميع أنحاء العالم في أكثر من 60 دولة.

### المكاتب الدولية
تقع المكاتب القُطرية الرئيسية لمكتب تنسيق الشؤون الإنسانية في جميع القارات، في دول مثل: أفغانستان، وجمهورية إفريقيا الوسطى، وتشاد، وكولومبيا، وجمهورية الكونغو الديمقراطية، وإثيوبيا، وساحل العاج، ونيجيريا، والأراضي الفلسطينية المحتلة، وسريلانكا، والسودان، وجنوب السودان، سوريا وزيمبابوي. في حين تقع المكاتب الإقليمية في مدينة بنما، داكار، القاهرة، جوهانسبرج، بانكوك، و كوالالمبور. مكتب تنسيق الشؤون الإنسانية لديه أيضا بعض موظفي الاتصال والدعم في نيويورك وجنيف.
تأسس مكتب تنسيق الشؤون الإنسانية في الأراضي الفلسطينية المحتلة (OCHAoPt) عام 2002 لدعم الجهود الدولية للاستجابة للوضع الإنساني المتدهور في الأرض الفلسطينية المحتلة.
في أعقاب انفجار مرفأ بيروت عام 2020، كانت نجاة رشدي منسقة جهود مكتب الشؤون الإنسانية في لبنان.

## وصلات خارجية
- الموقع الرسمي